# Діяна Стоїч
Діяна Стоїч (нар. 16 липня 1988) — колишня хорватська тенісистка.
Найвищу одиночну позицію світового рейтингу — 554 місце досягла 17 липня 2006, парну — 669 місце — 17 квітня 2006 року.
Здобула 2 одиночні та 1 парний титул туру ITF.

## Фінали ITF

### Одиночний розряд: 5 (2–3)
| Результат | Ранг | Дата           | Турнір                           | Покриття | Суперниця         | Рахунок       |
| --------- | ---- | -------------- | -------------------------------- | -------- | ----------------- | ------------- |
| Перемога  | 1.   | 2 травня 2004  | ITF Мостар, Боснія і Герцеговина | Ґрунт    | Адріана Басарич   | 6–4, 6–3      |
| Поразка   | 1.   | 5 вересня 2004 | ITF Kranjska Gora, Словенія      | Ґрунт    | Маша Зец-Пешкірич | 4–6, 3–6      |
| Перемога  | 2.   | 2 жовтня 2005  | ITF Подгориця, Чорногорія        | Ґрунт    | Неда Козич        | 4–6, 7–5, 6–3 |
| Поразка   | 2.   | 16 квітня 2006 | ITF Хвар, Хорватія               | Ґрунт    | Наташа Зорич      | 2–6, 1–6      |
| Поразка   | 3.   | 23 квітня 2006 | ITF Бол, Хорватія                | Ґрунт    | Ленка Вєнерова    | 2–6, 0–6      |

### Парний розряд: 2 (1–1)
| Результат | Ранг | Дата           | Турнір                           | Покриття | Партнерка      | Суперниці                     | Рахунок       |
| --------- | ---- | -------------- | -------------------------------- | -------- | -------------- | ----------------------------- | ------------- |
| Перемога  | 1.   | 2 жовтня 2005  | ITF Подгориця, Чорногорія        | Ґрунт    | Ані Міячика    | Неда Козич Весна Долонц       | 1–6, 6–3, 6–4 |
| Поразка   | 1.   | 13 травня 2007 | ITF Мостар, Боснія і Герцеговина | Ґрунт    | Єлена Станівук | Елена Пйоппо Gabriella Polito | 2–6, 4–6      |